# Gunung Merapi
Gunung Merapi (Ildbjerget) er en indonesisk aktiv vulkan. Vulkanen er 2.914 m høj og ligger på det centrale Java. Det er den mest aktive vulkan i landet, og den har været i udbrud 68 gange siden 1548. Blandt de nærliggende og dermed truede byer er Jogjakarta, der er har rige kulturhistoriske minder.

## Vulkanen i udbrud
De mest voldsomme udbrud foregik i 1006, 1786, 1822, 1872, 1930 og 1992.
Udbruddet i 1006 skal have udslettet et helt hinduistisk rige. Blandt de nyere udbrud har 1930-udgaven ødelagt tretten landsbyer og dræbt 1.400 mennesker. Udbruddet i 1992 var langvarigt og stoppede først igen 10 år senere. 43 mennesker omkom ved dette udbrud. Under en særligt kraftig eksplosion blev 42 mennesker dræbt i 1994.
I april-maj 2006 kom vulkanen endnu en gang i voldsomt udbrud, og 15.000 indbyggere blev evakueret fra de tilstødende områder.